# Arhopalus pavitus
Arhopalus pavitus là một loài bọ cánh cứng trong họ Cerambycidae.